# Jakob Åkerlind
Jakob Åkerlind (født 23. august 1989) er en dansk-svensk skuespiller.
Han er uddannet fra Den Danske Scenekunstskole i 2018 og har siden medvirket i danske tv-produktioner som Den som dræber – Fanget af mørket, Sygeplejeskolen og Perfekte steder.
I 2022 deltog han i sæson 19 af Vild med dans, hvor han dansede med Camilla Sofie Dalsgaard.